# Maximilian Förster

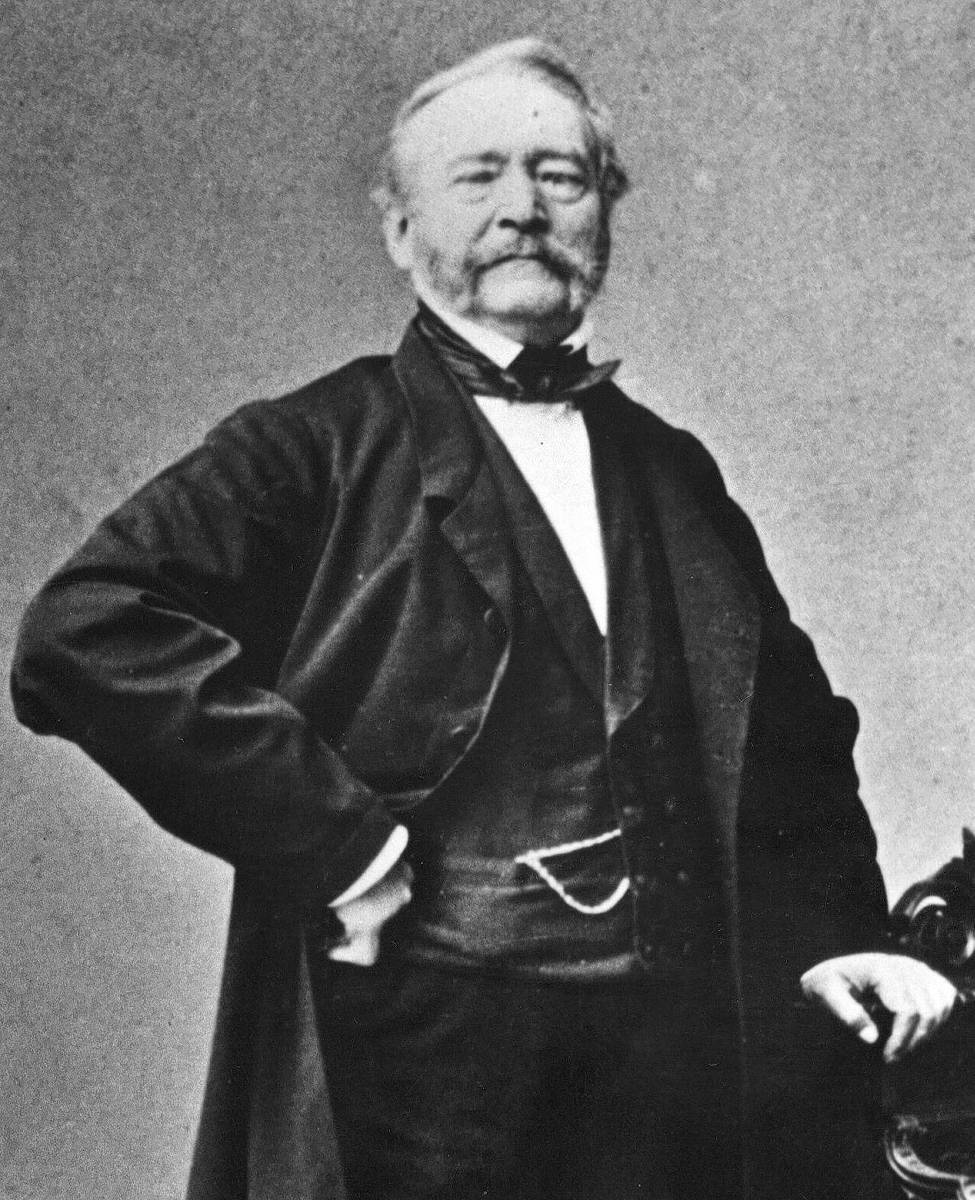
Maximilian Förster

Maximilian Anton Josef Franz Förster (* 26. April 1799 in Kempen; † 30. März 1881 ebenda) war ein deutscher Jurist und Politiker.

## Leben und Herkunft
Der katholische Maximilian Förster war ein Sohn des Kaufmanns Franz Theodor Förster und dessen Ehefrau Maria Catharina Clara, geborene Hall. Nach dem Besuch des Gymnasiums in Mönchengladbach und seiner Einjährigenzeit beim 2. Rheinischen Schützenbataillon studierte er ab 1819 Rechts- und Staatswissenschaften in Bonn und Heidelberg. Während seines Studiums wurde er 1819 Mitglied der Alten Bonner Burschenschaft / Lesegesellschaft. 1823 wurde er Auskultator und 1825 Gerichtsreferendar am Appellationsgericht Köln. 1827 ging er als Gerichtsassessor ans Landgericht Kleve und 1828 ans Landgericht Koblenz. 1828 wurde er Instruktionsrichter in Malmedy, dann in Aachen. Als Staatsprokurator arbeitete er ab 1831 am Landgericht Kleve und ab 1833 am Landgericht Düsseldorf, wo er 1836 Erster Prokurator wurde. Von 1838/1839 bis 1876 war er Landrat im Kreis Kempen. Von 1849 bis 1852 und von 1856 bis 1858 gehörte er als Abgeordneter dem Preußischen Abgeordnetenhaus an, zwar konservativ, aber keiner Fraktion zugehörig. 1867 wurde er Geheimer Regierungsrat und ging 1876 in den Ruhestand.

## Familie
Ein Sohn der Eheleute Franz und Clara Förster war der Politiker und Landrat Ferdinand Foerster.

## Ehrungen
- 1842: Roter Adlerorden, 4. Klasse
- 1860: Roter Adlerorden, 3. Klasse
- 1873: Kronenorden, 2. Klasse
- Gedenkmedaille des Kreises Viersen